# 78 Pegasi
78 Pegasi, som är stjärnans Flamsteed-beteckning, är en dubbelstjärna belägen i den norra delen av stjärnbilden Pegasus. Den har en kombinerad skenbar magnitud på ca 4,93 och är svagt synlig för blotta ögat där ljusföroreningar ej förekommer. Baserat på parallaxmätning inom Hipparcosuppdraget på ca 14,5 mas, beräknas den befinna sig på ett avstånd på ca 224 ljusår (ca 69 parsek) från solen. Den rör sig närmare solen med en heliocentrisk radialhastighet av ca –8 km/s.

## Egenskaper
Primärstjärnan 78 Pegasi A är orange till gul jättestjärna av spektralklass K0 III,   som förbrukat förrådet av väte i dess kärna och befinner sig på horisontella jättegrenen och utvecklas bort från huvudserien. Den ingår i röda klumpen och genererar nu energi genom termonukleär fusion av helium i kärnan. Den har en massa som är ca 1,5 solmassor, en radie som är ca 10 solradier och utsänder ca 57 gånger mera energi än solen från dess fotosfär vid en effektiv temperatur på ca 4 900 K.
De båda stjärnorna i 78 Pegasi  kretsar kring varandra med en omloppsperiod av 630-år med en excentricitet av 0,11. Följeslagaren är en stjärna av skenbar magnitud 8,10.